# Gilles Jalabert
Pour les articles homonymes, voir Jalabert.
Gilles Jalabert, né le 27 septembre 1958 à Lyon, est un lutteur gréco-romain français.

## Carrière
Champion du monde militaire à Téhéran le 8 août 1978, il remporte la médaille de bronze des Jeux méditerranéens de 1983 en catégorie des moins de 62 kg.
Il participe aux Jeux olympiques d'été de 1984 et aux Jeux olympiques d'été de 1988.
Il est vainqueur en 1988 du tournoi Padoubny en Russie et est le seul Français à ce jour à l'avoir fait.